# Роялти
Ро́ялти (англицизм от royalty; происхождение от среднефранцузского roialte, от лат. regalis; в переводе на русский — «царский», «королевский», «государственный») — вид лицензионного вознаграждения, периодическая компенсация, как правило, денежная, за использование патентов, авторских прав, франшиз, природных ресурсов и других видов собственности. Периодические процентные отчисления (текущие отчисления) продавцу лицензии, устанавливаемые в виде фиксированных ставок, исходя из фактического экономического результата её использования. Может выплачиваться в виде процента от стоимости проданных товаров и услуг, процента от прибыли или дохода. А также может быть в виде регулярной фиксированной выплаты — в таком виде имеет сходства с арендной платой.
Роялти нужно отличать от паушального платежа, который также может оговариваться при покупке авторских прав (в том числе в форме франшизы), но носит разовый характер.
Роялти получила широкое распространение во франчайзинге, в нём денежная компенсация взимается за торговую марку, логотип, слоганы, корпоративную музыку и другие знаки, по которым конечный покупатель может отличить компанию от конкурентов.
Роялти в экономике и земельном праве — рентная плата за право разработки природных ресурсов, вносимая предпринимателем собственнику земли или недр.

## Виды роялти
- процент с оборота, при котором франчайзи платит франчайзеру процент от объёма продаж за определённый период времени.
- процент с маржи (маржа — величина, выражающая разницу между двумя определёнными показателями) интересен франчайзи, в магазине которого установлен разный уровень наценки товаров, только в том случае, когда он чётко контролирует ценовую политику оптовых и розничных продаж.
- фиксированное роялти — регулярный платёж, который привязан к договору и имеет фиксированный процент от продаж. Эта сумма привязана к стоимости услуг франчайзера, числу предприятий, площади строения, числу обслуживаемых клиентов[3].
- фиксированные платежи за использование авторских прав на какое-либо произведение науки, литературы, записи на носителях информации, права на копирование и распространение какого либо патента, лицензии, ноу-хау.

## Роялти в авторском праве
Роялти в авторском праве — это авторский гонорар, причитающийся обладателю авторских прав, принадлежащей ему или другому лицу интеллектуальной собственности (патента, товарного знака, произведения искусства), за каждую публикацию, публичное воспроизведение, распространение или другое использование объекта собственности.

### Музыкальные лицензионные платежи
В отличие от других форм интеллектуальной собственности, музыкальные лицензионные платежи имеют сильную связь с частными лицами — композиторами, авторами песен и авторами музыкальных пьес — в том, что они могут владеть исключительными авторскими правами на созданную музыку и могут лицензировать её для исполнения, независимо от корпоративных клиентов. Записывающие компании, которые создают «звукозапись» музыки, пользуются специальным набором авторских прав и лицензионных платежей для продажи записей и их цифровой передачи (в зависимости от национального законодательства).
Музыкальная композиция получает защиту авторских прав сразу, как только она была создана или записана. Но она не защищена от нарушения в использовании, если не зарегистрирована органом авторского права, например, Бюро охраны авторских прав в США, которое находится в ведении Библиотеки Конгресса. Ни одно лицо или юридическое лицо, кроме владельца авторских прав, не может использовать музыку без получения лицензии от композитора/автора песен.
Различают следующие виды платежей:
- лицензионные платежи для «права печати»;
- механические лицензионные платежи для записи музыки на компакт-диски и магнитофонные ленты;
- лицензионные платежи для исполнения композиций на сцене или на телевидении музыкантами или вокально-инструментальными ансамблями;
- синхронизационные лицензионные платежи для использования или адаптации музыкального сопровождение в фильмах, телевизионных рекламных объявлениях и т. д.;
- лицензионные платежи на цифровые права вещания, сетевого вещания, потокового вещания, загрузки и онлайн-прослушивания.

### Права печати в музыке
Ноты являются первой формой музыки, к которой были применены лицензионные платежи. Позже лицензионные платежи постепенно стали распространяться на другие форматы. Любое исполнение музыки певцом или группой требует, чтобы её исполняли с письменной формы в виде нот. В противном случае подлинность её происхождения, необходимая для авторских претензий, будет потеряна, как это было в случае с народными песнями, распространяющимися в устной форме.